# 小田成就

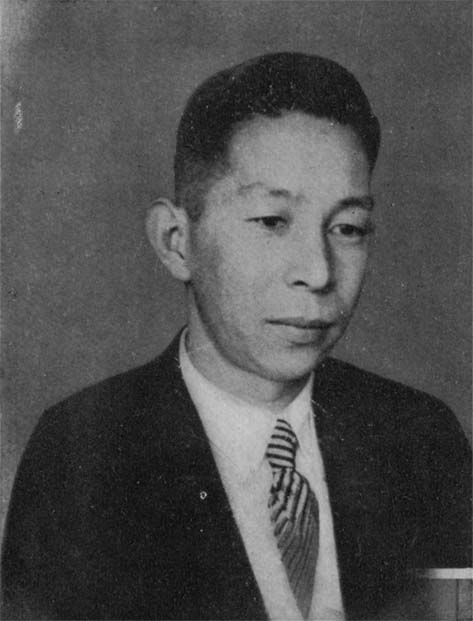
小田成就

小田 成就（おだ しげなり / じょうじゅ、1901年（明治34年）1月1日 - 1975年（昭和50年）6月12日）は、日本の内務官僚、弁護士。官選奈良県知事。海軍司政長官。妻・英子は樺山資英の三女。

## 経歴
兵庫県出身。小田半平の二男として生まれる。第八高等学校を卒業。1923年12月、文官高等試験行政科試験に合格。1925年、東京帝国大学法学部政治学科を卒業。内務省に入省し奈良県属となる。
以後、奈良県警察部保安課長、大阪府監査官・保安課長、神奈川県社会課長、同地方課長、同庶務課長、和歌山県書記官・学務部長、愛知県書記官・学務部長、文部書記官、文部省社会教育局成人課長などを歴任。
1945年2月、奈良県知事（「奈良県知事一覧」参照）に就任し終戦を迎えた。1946年1月に知事を退任。公職追放となり退官した。その後は弁護士として活動した。